# Illes Australs
Les illes Australs (en francès, îles Australes; en tahitià, Tuha’a Pae) són l'arxipèlag més meridional de la Polinèsia Francesa, al sud de les illes de la Societat. També s'anomenen illes Tubuai a partir del nom de l'illa més gran. El nom d'Australs prové de la seva situació al sud de Tahití a banda i banda del tròpic de Capricorn.
Amb l'excepció dels illots Maria, totes les illes són d'origen volcànic, alineades sobre un eix de nord-oest a sud-est, prolongació de les illes Cook meridionals. L'arxipèlag consta de cinc illes habitades més dos grups d'illots deshabitats en els seus extrems. Geològicament l'antiguitat de les illes va del nord-oest al sud-est. Les cinc illes habitades formen cinc comunes.
De nord-oest a sud-est les illes són les següents:
- Illots Maria, o illots Hull, és un atol deshabitat.
- Rimatara, és la més petita de les illes habitades de l'arxipèlag, i una de les últimes illes habitades descobertes pels europeus a la Polinèsia.
- Rurutu, històricament també anomenada Oheteroa i Hitiroa.
- Tubuai, és l'illa més poblada i el centre administratiu i econòmic de l'arxipèlag.
- Raivavae, també anomenada Vavitu.
- Rapa, també anomenada Rapa Iti, «la petita Rapa», per distingir-la de Rapa Nui, «la gran Rapa», nom de l'illa de Pasqua.
- Marotiri, o illots de Bass, deshabitats.

Degut a la situació geogràfica el clima és més fresc que l'habitual a la Polinèsia. La població total és de 6.592 habitants (cens del 2022).
Les illes Australs es van anar incorporant als Establiments Francesos de l'Oceania entre el 1880 i el 1889 com a reacció al protectorat britànic de les veïnes illes Cook. Avui formen un districte administratiu de la Polinèsia Francesa.